# Xylopia pirifolia
Xylopia pirifolia är en kirimojaväxtart som beskrevs av Adolf Engler. Xylopia pirifolia ingår i släktet Xylopia och familjen kirimojaväxter. Inga underarter finns listade i Catalogue of Life.